# Iasenove Druhe, Bârzula
Iasenove Druhe (în ucraineană Ясенове Друге) este un sat în comuna Zelenohirske din raionul Bârzula, regiunea Odesa, Ucraina.

## Demografie
Componența lingvistică a localității Iasenove Druhe
     Ucraineană (94,06%)
     Română (2,92%)
     Rusă (2,76%)
     Alte limbi (0,15%)
Conform recensământului din 2001, majoritatea populației localității Iasenove Druhe era vorbitoare de ucraineană (94,06%), existând în minoritate și vorbitori de română (2,92%) și rusă (2,76%).